# Stigmatomma emeryi
Stigmatomma emeryi is een mierensoort uit de onderfamilie van de Amblyoponinae. De wetenschappelijke naam van de soort is voor het eerst geldig gepubliceerd in 1890 door Saunders.